# 運航票
運航票（うんこうひょう、ストリップとも。Flight Progress Strip、FPS）とは、航空交通管制において、航空管制官が利用する、短冊状の紙片。便名や航空機の形式、出発地と目的地や経路、トランスポンダのスクォーク等が記載されている。指示した高度や速度等を記入し、記憶保持に役立てることができる。

## 概要

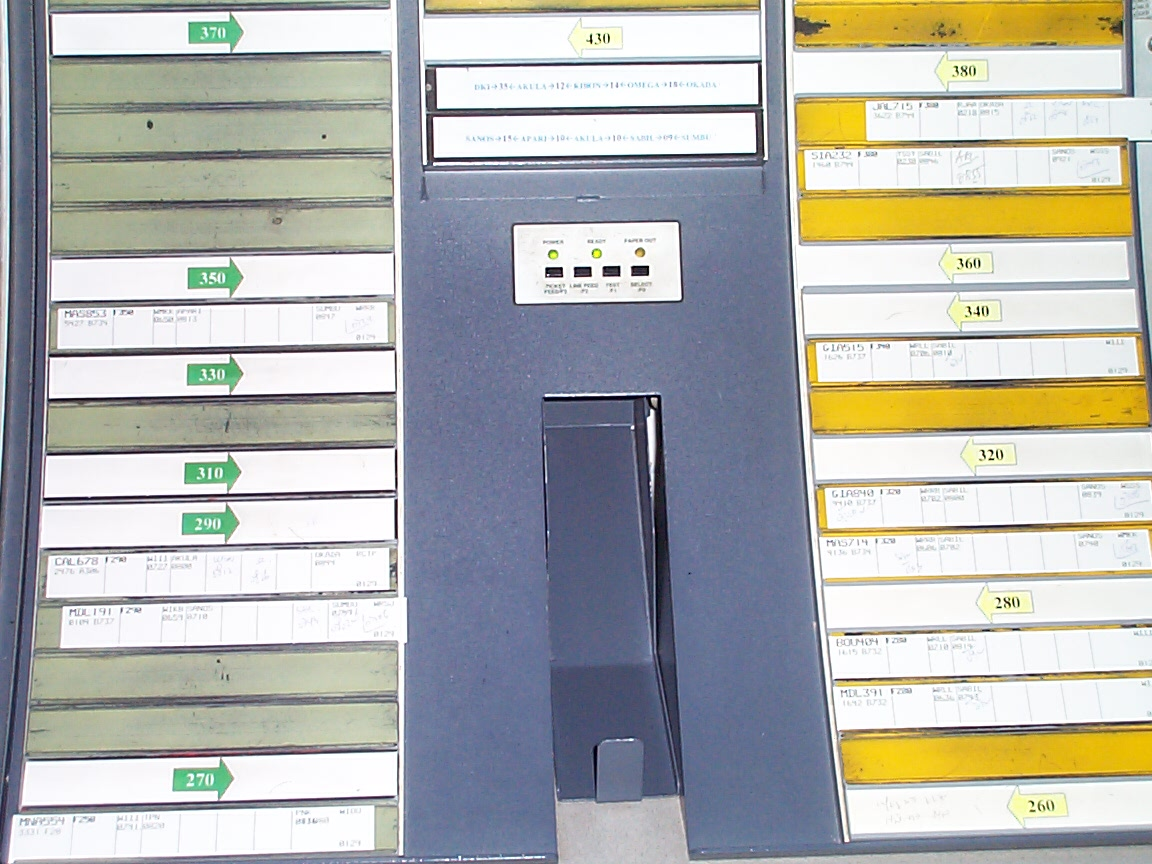
インドネシアで使われている運航票卓

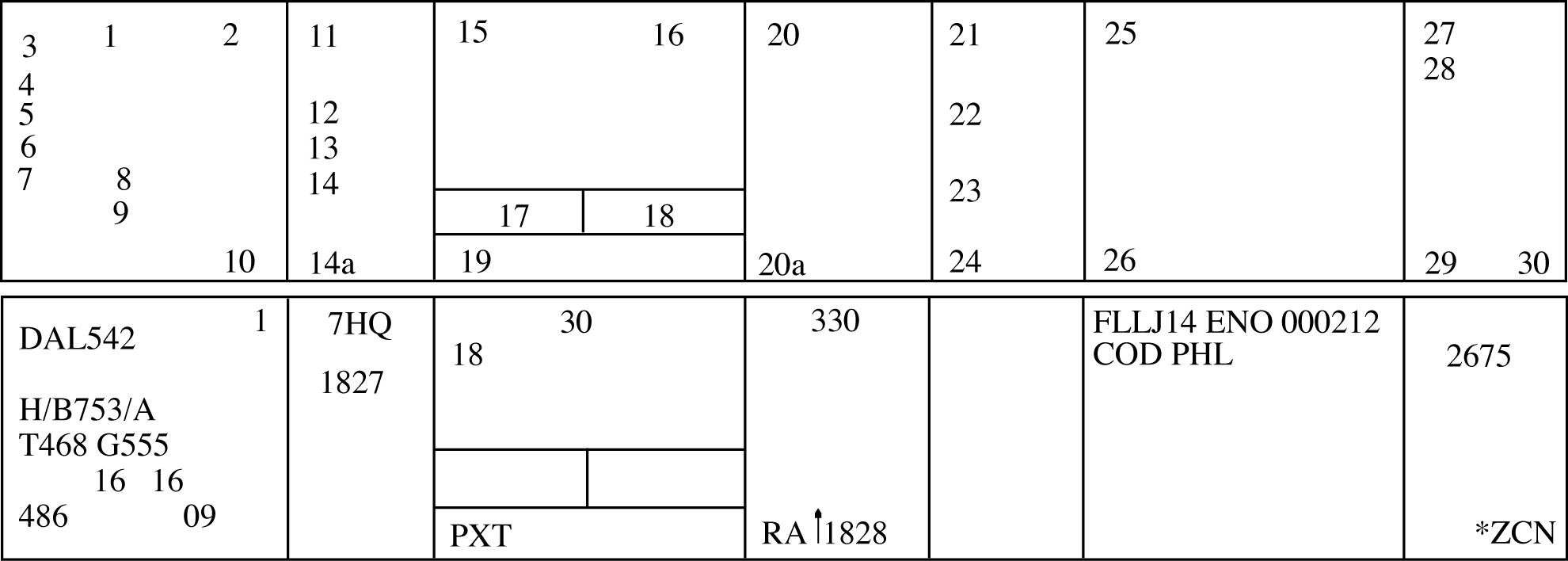
(下)運航票の例。便名などが記入されている。

縦2.5cm、横20.5cmの細長い紙に、飛行計画を基にした必要最低限の情報を、進行方向によって色を変えて印刷したものである。専用のホルダーに入れ、運航票卓に並べられる。

### 内容
運航票には、以下の内容が印字され、速度や高度の変更を記録するメモ欄も設けられている。
- コールサイン
- 機種（B744など）や後方乱気流区分
- 通過地点と高度
- 飛行計画の経路
- 指示高度
- 指示針度